# یانگشه (استان وارمی-ماسوری)
یانگشه (به لاتین: Janisze) یک روستا در لهستان است که در گمینا اوک واقع شده‌است.